# توماس كارني
توماس كارني هو سياسي أمريكي، ولد في 20 أغسطس 1824 في مقاطعة ديلاوير في الولايات المتحدة، وتوفي في 28 يوليو 1888 في ليفنوورث في الولايات المتحدة. نشط حزبياً في الحزب الجمهوري. وقد انتخب حاكم كانساس ‏ (12 يناير 1863 – 9 يناير 1865) وانتخب عضو مجلس نواب كنساس ‏.